# Nationaal-Liberale Partij (Libanon)
De Nationaal-Liberale Partij (Arabisch: حزب الوطنيين الأحرار, Hizb al-Ahrar al-Watani) is een Libanese politieke partij.
De partij was in 2005 aangesloten bij de Qornet Shehwan-Vergadering, onderdeel van de Lijst Martelaar Rafik Hariri (aangevoerd door Saas Hariri, zoon van Rafik Hariri) die gekant is tegen de Syrische invloed in Libanon en bij de parlementsverkiezingen in Libanon in mei en juni 2005 de grote winnaar werd en 72 zetels in de Nationale Vergadering (Libanese parlement) verkreeg. De Qornet Shehwan-Vergadering kreeg als onderdeel van de Lijst Martelaar Rafik Hariri zes zetels.

## Geschiedenis
De NLP werd in 1958 opgericht door de aftredende president van Libanon, Camille Chamoun en werd vooral een door de Maronieten (Christenen) gesteunde partij. De partij wordt vanaf het begin gedomineerd door de familie Chamoun en door Maronitische Christenen, hoewel er vanaf het begin altijd Moslims lid van het partijbestuur zijn geweest. In 1968 werd een partijmilitie, de Tijgermilitie, opgericht. In 1972, de laatste verkiezingen tot na de burgeroorlog, verkreeg de NLP 10 zetels. Tijdens de Libanese Burgeroorlog was Chamoun een van de oprichters van het (rechtse) Libanese Front. De Tijgermilitie nam de eerste jaren van de burgeroorlog actief deel aan de strijd tegen het Libanese Nationale Front en haar Palestijnse bondgenoten. In 1980 leed de Tijgermilitie een verpletterende nederlaag tijdens een interne strijd binnen de Christelijke gemeenschap. De restanten werden opgenomen in de Forces Libanaises van Bashir Gemayel. De politieke betekenis van de NLP nam af, maar de partij bleef bestaan. De NLP verwierp het Akkoord van Taif (1989).
In de verkiezingen na de burgeroorlog nam de invloed van de NLP verder af omdat zij de verkiezingen van 1992, 1996 en 2000) boycotte. De partij bleef grotendeels gekant tegen de Syrische aanwezigheid in Libanon. De partij werd lid van de Qornet Shehwan (coalitie van de Falangistische Partij, de Maronitische Liga, andere partijen en onafhankelijken). Bij de parlementsverkiezingen van 2005 behaalde de Qornet Shehwan 6 zetels. Later verliet de NLP de Qornet Shehwan en noemde haar corrupt.
De NLP wordt geleid door Dory Chamoun, zoon van Camille Chamoun. Dany Chamoun, een andere zoon van Camille en vroeger leider van de Tijgermilitie, kwam op 21 oktober 1990 samen met zijn vrouw en twee kinderen, tijdens een aanslag om het leven.

## Ideologie
De partij kent geen echte ideologie maar kan worden omschreven als liberaal, gematigd conservatief en nationalistisch. De partij is voorstander van een vrije markteconomie, vrijheid van meningsuiting en godsdienst en nauwe betrekkingen met West-Europa en de Verenigde Staten van Amerika, hoewel partijvoorzitter Dory Chamoun altijd weinig vertrouwen heeft in Westerse landen. De partij was altijd voorstander van Christelijke dominantie in Libanon, maar heeft zich thans achter het Akkoord van Taif geschaard.

## Voetnoten
1. ↑  Het Akkoord van Taif maakte een einde aan het Christelijke overwicht en sinds het Akkoord van Taif hebben Christenen en Moslims recht op evenveel politieke macht.

## Voorzitters
- Camille Chamoun — 1958-1987
- Dory Chamoun — 1987-heden

## Partijprominenten
- Camille Chamoun
- Dory Chamoun
- Dany Chamoun
- Tracy Chamoun
- Camille Chamoun Jr.
- Elias Abou Assi